# Nuthin' but a 'G' Thang
Nuthin' but a 'G' Thang é um hit single de 1993 do Gangsta rapper americano Dr. Dre, de seu álbum de estreia The Chronic, lançado em 1992. A canção apresenta Snoop Doggy Dogg e é o primeiro single do álbum. O single chegou ao segundo lugar da Billboard Hot 100 (Informer, do Snow estava no topo quando o single chegou a sua maior posição na semana de 20 de Março de 1993), se saindo melhor do que os outros singles do The Chronic "Fuck wit Dre Day (And Everybody's Celebratin')" (número 8) and "Let Me Ride" (número 34). O single chegou ao topo da Hot R&B/Hip-Hop Singles & Tracks. Foi escolhido pelo Rock and Roll Hall of Fame como uma das 500 canções que mudaram a forma do Rock and Roll.

## História
O video clipe da canção foi o terceiro mais pedido na MTV em 1993. Na MTV, o clipe foi bastante cortado; uma versão completa do video existe com material sem cortes (como por exemplo, referências a drogas e uma cena onde o sutiã de uma mulher é arranqueado
Os vocais são compartilhados por Dr. Dre e Snoop Doggy Dogg (que tem o crédito de compositor), que fala de marcas registradas das cidades de Long Beach e Compton, da Califórnia. A canção contém samples de "I Wanna Do Something Freaky to You", de Leon Haywood, "B-Side Wins Again", do Public Enemy, e "Uphill (Peace of Mind)", de Frederick Knight. Dentro da capa do álbum The Chronic sob os "créditos", o nome de Leon Haywood está escrito erroneamente como "L. Hayward".

## Faixas
- CD single de 1992[3][4]

1. "Nuthin' But A "G" Thang" (Radio Mix) - 3:56
2. "Nuthin' But A "G" Thang" (LP Version) - 3:58
3. "Nuthin' But A "G" Thang" (Instrumental) - 4:06
4. "Nuthin' But A "G" Thang" (Club Mix) - 4:38
5. "Nuthin' But A "G" Thang" (Vibe Instrumental) - 4:30
6. "Nuthin' But A "G" Thang" (Freestyle Remix) - 4:11

- CD single de 1994[5]

1. "Nuthin' But A "G" Thang" (Radio Mix) - 3:56
2. "Let Me Ride" (Radio Mix) - 4:22
3. "Nuthin' But A "G" Thang" (Club Mix) - 4:38
4. "Let Me Ride" (Extended Club Mix) - 11:01

- vinil de 12" de 1992[6]

1. "Nuthin' But A "G" Thang" (Radio Mix) - 3:56
2. "Nuthin' But A "G" Thang" (LP Version) - 3:58
3. "Nuthin' But A "G" Thang" (Instrumental) - 4:06
4. "A Nigga Witta Gun" - 3:56
5. "Nuthin' But A "G" Thang" (Club Mix) - 4:38
6. "Nuthin' But A "G" Thang" (Freestyle Remix) - 4:11

- vinil de 12" de 1994 do R.U.[7]

1. "Let Me Ride" (Radio Mix) - 4:22
2. "Let Me Ride" (Extended Club Mix) - 11:01
3. "Nuthin' But A "G" Thang" (Freestyle Remix) - 4:11

- vinil de 12" de 1994 dos E.U.A[8]

1. "Nuthin' But A "G" Thang" (Radio Mix) - 3:56
2. "Nuthin' But A "G" Thang" (Red Eye Mix) - 4:25
3. "Nuthin' But A "G" Thang" (Club Mix) - 4:38
4. "Let Me Ride" (Radio Mix) - 4:22

## Posições
| Parada (1993/94)                                              | Melhores posições |
| ------------------------------------------------------------- | ----------------- |
| Estados Unidos (Billboard Hot 100)                            | 2                 |
| Estados Unidos (Billboard Hot Rap Songs)                      | 1                 |
| Estados Unidos (Billboard R&B/Hip-Hop Songs)                  | 1                 |
| Estados Unidos (Billboard R&B/Hip-Hop Airplay)                | 9                 |
| Estados Unidos (Billboard Radio Songs)                        | 10                |
| Estados Unidos (Billboard Rhythmic)                           | 2                 |
| Estados Unidos (Billboard Dance Club Songs)                   | 22                |
| Estados Unidos (Billboard Hot Dance Music/Maxi-Singles Sales) | 3                 |
| Nova Zelândia (Recorded Music NZ)                             | 39                |
| Reino Unido (UK Singles Chart)                                | 31                |

| Parada de fim de ano (1993)               | Melhor posição |
| ----------------------------------------- | -------------- |
| Estados Unidos (Billboard Year End Chart) | 11             |

| Parada (1990–1999)                 | Melhor posição |
| ---------------------------------- | -------------- |
| Estados Unidos (Billboard Hot 100) | 95             |